# Fleur (Disney)
Pour les articles homonymes, voir Fleur (homonymie).
Fleur est une mouffette de fiction tiré du dessin-animé Bambi de Disney. Il apparaît également dans Bambi 2. Il est le meilleur ami de Bambi et de Panpan.

## Description
Le personnage de Fleur, une mouffette mâle, est à l'origine issu d'un gag imaginé pour la scène de la découverte de la forêt par Bambi. Alors que Panpan apprend au jeune faon le nom des plantes et des animaux de la forêt, Bambi découvre dans un parterre de fleurs une mouffette qu'il baptise par erreur « Fleur ».
Ce personnage permet une morale sur l'acceptation d'autrui, « malgré son odeur naturelle il reste une fleur et un ami fidèle et loyal de Bambi et Panpan. » Fleur, de caractère timide, et sa compagne à la fin du film, ont été animés par Marc Davis,.

## Interprètes
Voix originales
- Stanley Alexander : Young Flower (Fleur jeune)
- Sterling Holloway : Adult Flower (Fleur adulte)

Français
- doublage 1993[6]
  - Jehan Pages : Fleur jeune
  - Emmanuel Curtil : Fleur adulte